# Patricio Caxés
Patricio Caxés, Caxesi, ou Caxete (en espagnol Cajés), né à Arezzo vers 1544 et mort à Madrid en 1612, est un peintre de cour italien qui vécut et travailla principalement en Espagne où il arriva en 1567 avec Rómulo Cincinato par l'intermédiaire de Luis de Zúñiga y Requesens.

## Biographie
Caxés est originaire de la ville italienne d'Arezzo située dans la province éponyme en Toscane. On ne sait pas par qui il a été formé mais il devint un artiste de célébrité suffisante pour être invité en Espagne par Philippe II, qui l'employa dans les palais de Madrid. Le roi lui commanda de peindre la galerie de la reine dans le palais du Pardo; à cette occasion, il choisit le sujet tout à fait inapproprié de la « chasteté de Joseph ». L’œuvre fut détruite avec de nombreuses autres œuvres d'art de valeur dans l'incendie du palais le 13 mars 1604. Caxés traduisit en espagnol les « Règles des cinq ordres d'architecture » de Vignola, pour lequel il grava le frontispice et les plaques.
Caxés, après avoir servi Philippe II et Philippe III pendant quarante-quatre ans, mourut à Madrid en 1612 dans une extrême pauvreté et à un âge avancé. Informé de l'état de dénuement dans lequel il laissa sa veuve et ses huit enfants, le roi leur assigna cinq sols par jour pendant un an.
Un de ses fils, Eugenio Cajés, fut également peintre et travailla pour Philippe III.

## Source de la traduction
- (en) Cet article est partiellement ou en totalité issu de l’article de Wikipédia en anglais intitulé « Patricio Caxés » (voir la liste des auteurs).